# Considération des conséquences futures
La considération des conséquences futures (on conserve l'acronyme anglais CFC), est un trait de personnalité défini comme la mesure de la capacité des individus à prendre en considération les conséquences futures possibles de leur comportement actuel, et dans quelle mesure ils sont influencés par les conséquences imaginées. Les individus qui ont des scores élevés sur une échelle comme celle des CFC se concentrent sur les implications futures de leur comportement, alors que ceux qui sont classés en bas de l'échelle des CFC se concentrent plus sur leurs besoins présents et leurs préoccupations immédiates. Il existe une adaptation française de l'échelle des CFC.